# 斯利福德和北海克姆 (英國國會選區)

選區在林肯郡的位置

斯利福德和北海克姆（英語：Sleaford and North Hykeham），英國國會一郡選區，位於林肯郡西部，包括北凱斯蒂文的大部地區。
本區始設於1997年，一直是保守黨的安全選區。2010年大選中史提芬·菲利浦斯以51.6%選票首次當選。